# Ambrosia tacorensis
Ambrosia tacorensis là một loài thực vật có hoa trong họ Cúc. Loài này được Meyen mô tả khoa học đầu tiên năm 1834.